# Piet Bouman
Piet Bouman (né le 14 octobre 1892 à Dordrecht et mort le 20 juillet 1980 à Tytsjerksteradiel) est un footballeur international néerlandais. Il participe aux Jeux olympiques d'été de 1912, remportant la médaille de bronze avec les Pays-Bas.

## Biographie
Il reçoit neuf sélections en équipe des Pays-Bas entre 1912 et 1914, sans inscrire de but.
Il participe aux Jeux olympiques de 1912 organisés en Suède. Lors du tournoi olympique, il joue deux matchs : contre l'Autriche (victoire 1-3) et le Danemark (défaite 4-1).

## Palmarès

### Jeux olympiques
- Jeux olympiques de 1912 :
  -  Médaille de bronze.